# Canal Costa Catalana
Canal Costa Catalana és una televisió local privada amb llicència per emetre en digital a les demarcacions de Vilanova i la Geltrú (Penedès) i Tarragona (Camp de Tarragona).
El canal forma part del grup Televisions Digitals Independents (TDI) i de la Xarxa de Comunicació Local. Va iniciar les emissions el 4 de febrer de 2019 al Penedès i al Camp de Tarragona. En ambdós territoris, va substituir les emissions de CAT 4 TV. L'empresa, Canal Costa Catalana SL, està dirigida per Frederic Cano i Campos, impulsor d'Esplugues TV i Televisions Digitals Independents, i Montserrat Pérez i Saborit.

## Freqüències
- 39 UHF: Tarragona (Camp de Tarragona)
- 30 UHF: Vilanova i la Geltrú (Garraf)